# Invasión siniestra
Invasión siniestra (titulada en anglès The Incredible Invasion) és una pel·lícula de terror i ciència-ficció mexicana de 1971 dirigida per Juan Ibáñez. És protagonitzada per Boris Karloff, Enrique Guzmán, Christa Linder, Maura Monti, Yerye Beirute i Sergio Klainer. És l'última aparició al cinema de Karloff.

## Argument
Al poble europeu de Gudenberg en 1890, el professor Mayer crea una poderosa màquina de raigs. Un dels poderosos raigs es dispara a l'espai i atreu l'atenció d'uns alienígenes, que decideixen que el raig representa una amenaça massa gran per l'univers i ha de ser destruït. Ells envien a un dels seus a controlar a l'assassí sexual Thomas, qui és posseït per una intel·ligència alienígena i s'infiltra a la casa de Mayer; Mayer mateix és després pres per una ment alienígena. Mayer i Thomas, controlats pels extraterrestres, manipulen la màquina de raigs perquè exploti, mentre l'extraterrestre continua permetent l'ona d'assassinats de Thomas. Thomas és eventualment mort mentre Mayer aconsegueix expulsar la intel·ligència alienígena que ho controlava. Mayer s'adona que el raig és massa poderós per a l'ús humà, i el destrueix. L'extraterrestre abandona la Terra.

## Repartiment
- Boris Karloff com Prof. John Mayer.
- Enrique Guzmán com Dr. Paul Rosten.
- Christa Linder com Laura.
- Maura Monti com Dr. Isabel Reed.
- Yerye Beirute com Thomas.
- Sergio Klainer com Extraterrestre (com Sergio Kleiner).
- Tere Valez com Nancy.
- Griselda Mejía com Prostituta.
- Rosángela Balbó com Martha, esposa de l'alcalde.
- Mariela Flores com Víctima sorda muda.
- Tito Novaro com Gral. Nord.
- Sergio Virel com Alcalde.
- Nathanael León com Aldeano (com Frankestein).
- Víctor Jordan
- Julián de Meriche com Dignatari visitant.
- Carlos León com Aldeano.
- Arturo Fernández
- Victorio Blanco com vell vilatà portant creu (no acreditat).
- Ángel Di Stefani com Visitante (no acreditat).
- Jorge Fegan com Oficial (no acreditat).
- Patricia de Morelos com Aldeana (no acreditada).

## Producció
La pel·lícula és una de les quatre pel·lícules de terror mexicanes de baix pressupost que Karloff va fer en un paquet amb el productor mexicà Luis Enrique Vergara. Les altres són La muerte viviente, La cámara del terror i Serenata macabra. Les escenes de Karloff per a les quatre pel·lícules van ser dirigides per Jack Hill a Los Angeles en la primavera de 1968. Les pel·lícules es van completar a Mèxic. Les quatre pel·lícules van ser llançades després de la mort de Karloff.
L'edat avançada de Karloff va ser evident en la pel·lícula; respecte al seu estat de salut, Michael J. Weldon en The Encyclopedia of Film va assenyalar: «L'estrella de terror malalta de 81 anys sempre es mostra asseguda o recolzada en alguna mena de suport».

## Recepció
La sinopsi de la pel·lícula d' AllMovie diu: «Els cineastes a penes tenien el talent suficient per a adherir-se a les històries més simples, molt menys aquesta mescladissa de donar-se to de fingir ser H. G. Wells i cinema d'explotació sòrdid de mala qualitat». James O'Neil a Terror on Tape va titllar Invasión siniestra «una de les quatre coproduccions horribles de baix pressupost entre els Estats Units i Mèxic que el gran actor [Boris Karloff] va filmar uns mesos abans de la seva mort en 1969». Michael R. Pitts en Columbia Pictures Horror, Science Fiction and Fantasy Films, 1928-1982 va dir que «Si bé Karloff és bastant bo com a científic i Christa Linder és sorprenentment bella com la seva neboda, la producció en general és laboriosa», i que «encara que no és tan dolent com Fear Chamber [La cámara del terror] o House of Evil [Serenata macabra], The Incredible Invasion [Invasión siniestra] ha de classificar-se com un dels pitjors esforços cinematogràfics de Karloff».